# Aziornaja
Aziornaja (biał. Азёрная; ros. Озёрная) – przystanek kolejowy w pobliżu miejscowości Hrady i Starosiele, w rejonie pińskim, w obwodzie brzeskim, na Białorusi. Leży na linii Homel - Łuniniec - Żabinka.